# Rabbit in a Snow Storm
Rabbit in a Snow Storm is de derde aflevering van de televisieserie Daredevil. De aflevering werd geregisseerd door Adam Kane en geschreven door Marco Ramirez.

## Verhaal
De zakenman Prohaszka is na de sluitingsuren in zijn eentje aan het bowlen wanneer er plots nog een klant opduikt die vraagt of hij mag meespelen. Wanneer de lijfwachten van Prohaszka de man een halt willen toeroepen, wordt hij gewelddadig. De man schakelt de twee lijfwachten uit en vermoordt Prohaszka op brutale wijze. Vervolgens laat hij zich inrekenen door de politie.
Onderzoeksjournalist Ben Urich krijgt van zijn informant, een oude maffioso die op het punt staat op pensioen te gaan, te horen dat maffiabaas Rigoletto uit de weg is geruimd door een nieuwe, gevaarlijke organisatie. Wanneer Urich vraagt wie de nieuwe machthebber is, raadt de maffioso hem aan om deze zaak niet verder uit te pluizen.
Foggy, Matt en Karen krijgen in hun nieuw kantoor bezoek van James Wesley. Hij vraagt hen om John Healy, de dader van de bowlingmoord, te verdedigen. Hoewel Matt de zelfverzekerde Wesley niet vertrouwt en Foggy zich vragen stelt bij de achtergrond van John Healy, besluiten ze de zaak aan te nemen. Inmiddels krijgt Karen van haar vroegere werkgever Union Allied Construction te horen dat ze een grote som krijgt als ze een zwijgcontract ondertekent. Karen wil echter nog steeds dat de waarheid aan het licht komt. Daarom brengt ze een bezoek aan de weduwe van de collega die in haar appartement stierf. De weduwe vertelt echter dat ze ook een zwijgcontract heeft gekregen en ondertekend.
In de rechtszaal ontdekt Matt dat een vrouwelijk lid van de jury is omgekocht. 's Avonds volgt Daredevil de vrouw om te weten te komen wie haar afperst. De vrouw leidt hem naar een onbekende man, die na lang aandringen onthult dat de vrouw wordt gechanteerd met een videotape met bezwarend materiaal. De volgende dag wordt de vrouw vervangen door een nieuw jurylid. Ondanks deze meevaller houdt Matt een intens pleidooi om de onschuld van zijn cliënt te bewijzen. De jury spreekt John Healy vrij, waarna hij door Daredevil in elkaar wordt geslagen. Healy verklapt dat zijn opdrachtgever Wilson Fisk heet. Vervolgens pleegt hij zelfmoord uit schrik voor de gevolgen van zijn onthulling.
Nadat hij zijn aan alzheimer lijdende echtgenote Doris in het ziekenhuis heeft bezocht, keert Ben Urich terug naar de redactie van The New York Bulletin. Daar daagt plots Karen op, die het met hem over het corruptieschandaal van Union Allied Construction wil hebben.
James Wesley en Leland Owlsley bespreken de moord op Prohaszka. Owlsley begrijpt niet waarom Wesley twee onervaren advocaten inschakelde om Healy te verdedigen. Wesley legt uit dat de onberispelijke reputatie van de jonge advocaten in hun voordeel werkt. Ondertussen brengt Wesley's werkgever, de mysterieuze Wilson Fisk, een bezoekje aan een kunstatelier. Hij is gefascineerd door Vanessa, de curator van de tentoonstelling, en een volledig wit schilderij dat bij hem eenzaamheid oproept.

## Cast
- Charlie Cox – Matt Murdock / Daredevil
- Deborah Ann Woll – Karen Page
- Elden Henson – Foggy Nelson
- Toby Leonard Moore – James Wesley
- Vincent D'Onofrio – Wilson Fisk
- Ayelet Zurer – Vanessa Marianna
- Bob Gunton – Leland Owlsley
- Alex Morf – John Healy
- Peter Claymore – Prohaszka
- Vondie Curtis-Hall – Ben Urich
- Adriane Lenox – Doris Urich

## Titelverklaring
Wanneer Wilson Fisk in een kunstatelier naar een wit schilderij staart, vertelt Vanessa een oude kindermop: "Wat vertel je kinderen als je ze een wit blad toont? Dat het de afbeelding is van een konijn in een sneeuwstorm ("Rabbit in a Snow Storm")."

## Verwijzingen naar andere Marvel-verhalen
- In de stripverhalen van Marvel werkt Ben Urich voor de fictieve krant The Daily Bugle. Omdat de film- en televisieversie van krant net als het personage Spider-Man eigendom is van Sony, werkt Urich in de serie voor de eveneens fictieve krant The New York Bulletin.